# رباط کبودان
رباط کبودان مربوط به دوره قاجار است و در شهرستان بردسکن، روستای کبودان واقع شده و این اثر در تاریخ ۱۸ شهریور ۱۳۷۷ با شمارهٔ ثبت ۲۱۰۶ به‌عنوان یکی از آثار ملی ایران به ثبت رسیده‌است. شالوده رباط سنگی است و با طرح و نقشه یک ایوانی مشتمل بر حیاط مرکزی، دوازده اتاق، نماز خانه، محل نگهداری چهار پایان (اصطبل) و… می‌باشد. واقف این رباط (حاجی میرزا احمدی مجتهد) بوده و به سعی و اهتمام (کربلائی غلامرضا طبسی) بنیان شده‌است.